# Jamie Benn
Jamie Benn (Victoria, Columbia Británica, 18 de julio de 1989), apodado Bennie, es un jugador profesional canadiense de hockey sobre hielo que se desempeña en la posición de extremo izquierdo en Dallas Stars, equipo de la National Hockey League (NHL).

## Carrera
Fue seleccionado en la quinta ronda en la NHL Entry Draft de 2007. En 2009 hizo su debut profesional con el equipo Dallas Stars, donde lleva jugando quince temporadas.